# Uroxys laevipennis
Uroxys laevipennis är en skalbaggsart som beskrevs av Kirsch 1870. Uroxys laevipennis ingår i släktet Uroxys och familjen bladhorningar. Inga underarter finns listade i Catalogue of Life.